# كارتر فيليبس
كارتر فيليبس (بالإنجليزية: Carter Phillips)‏ هو لاعب بوكر أمريكي، ولد في 1 أكتوبر 1988 في ريتشموند في الولايات المتحدة.